# 王国斌 (1954年)
王国斌（1954年—），湖北京山人，汉族，中华人民共和国政治人物、第十二届全国人民代表大会湖北地区代表。
毕业于德国萨尔大学普外科专业。加入中国共产党。2013年，担任全国人大代表。